# Стая (альбом Татьяны Булановой)
«Стая» — десятый студийный альбом российской певицы Татьяны Булановой (под псевдонимом ТаБу), выпущенный 27 сентября 1999 года на лейбле Iceberg Music.

## Об альбоме
Данный альбом знаменует собой очередную смену имиджа Тани Булановой — из диско в альтернативу. Над пластинкой работали композитор Олег Молчанов и аранжировщик Игорь Жирнов, авторами текста выступили Кирилл Крастошевский и Аркадий Славоросов. По словам певицы, она давно хотела записать альбом в подобном стиле, поскольку пела она песни, отличные от тех, что обычно звучали в её плеере, данным альбомом она постаралась привести эти две стороны своей жизни в некое соответствие. Также исполнительница заявила, что за этот альбом ей «стыдно не будет».
На обложку альбома певица поместила свой глаз на фиолетовом фоне. Также каждая композиция диска имеет в своём порядке нумерации различные символы.
Новый материал певица преподносила нестандартным путём: песню «Ветер пел» на радиостанциях представляли как песню новой группы «Табу», лишь спустя время слушатели поняли, что это песня в исполнении Татьяны Булановой. На песню был снят видеоклип Александром Солохой, также клип был снят на песню «Мёртвые цветы».

## Отзывы критиков
Музыкальные критики дали положительные отзывы альбому. Рецензент газеты «Московский комсомолец» заявил, что музыкантам удалось прыгнуть гораздо выше своих обычных планок, и результат вполне можно назвать ровной и современной поп-музыкой. Соня Соколова в рецензии для портала «Звуки.ру» отметила музыку, вокал, стихи, а особенно оформление, заявив, что общее впечатление от «Стаи» у неё осталось довольно благоприятное.

## Список композиций
Вся музыка написана Олегом Молчановым.
| №                   | Название            | Текст песни          | Длительность |
| ------------------- | ------------------- | -------------------- | ------------ |
| 1.                  | «Мало не много»     | Кирилл Крастошевский | 4:28         |
| 2.                  | «Ветер пел»         | Аркадий Славоросов   | 3:39         |
| 3.                  | «Мёртвые цветы»     | Аркадий Славоросов   | 4:07         |
| 4.                  | «Пристань на ветру» | Кирилл Крастошевский | 4:15         |
| 5.                  | «Шарманка»          | Аркадий Славоросов   | 3:59         |
| 6.                  | «Радуга-дуга»       | Аркадий Славоросов   | 4:57         |
| 7.                  | «Стая»              | Кирилл Крастошевский | 3:46         |
| 8.                  | «Обманула»          | Кирилл Крастошевский | 3:59         |
| 9.                  | «Иванов день»       | Аркадий Славоросов   | 3:52         |
| 10.                 | «Любовь»            | Аркадий Славоросов   | 4:18         |
| Общая длительность: | Общая длительность: | Общая длительность:  | 41:20        |

## Участники записи
- Аранжировка, бэк-вокал, гитара — Игорь Жирнов
- Бас-гитара — Дмитрий Рогозин
- Вокал — Татьяна Буланова
- Продюсер — Николай Тагрин
- Сведение, монтаж — Вадим Володин

Сведения взяты из аннотации к альбому.